# The Art of War
The Art of War («Мистецтво війни») — п'ятий альбом шведського павер-метал гурту Sabaton, що вийшов 30 травня 2008 року.
Альбом є концептуальним і присвячений найважливішим битвам війн XX століття (переважно Другої світової війни) і трактату Сунь Цзи «Мистецтво війни»

## Список композицій
1. «Sun Tzu Says» — увертюра до альбому.
2. «The Ghost Division» — перша пісня альбому, присвячена 7-й танковій дивізії генерала Роммеля та її участі у французькому бліцкригу в 1940.
3. «The Art of War» — пісня про книгу Сунь Цзи.
4. «40:1» — пісня про героїчну оборону Візня.
5. «Unbreakable» — про П'яту главу трактату Сунь Цзи «Мистецтво війни» ('Енергія').
6. «The Nature of Warfare» — декламація з Сунь Цзи.
7. «Cliffs of Gallipoli» — пісня про Галліполійську кампанію Першої світової війни.
8. «Talvisota» — пісня про радянсько-фінську війну 1939–1940.
9. «Panzerkampf» — пісня про Курську битву.
10. «Union (Slopes of St. Benedict)» — пісня про битву під Монте-Кассіно.
11. «The Price of a Mile» — пісня про битву при Пашендейлі і безглузду бійню Першої світової війни.
12. «Firestorm» — пісня про стратегічні бомбардування.
13. «A Secret» — короткий заключний трек альбому.

Re-Armed Edition (2010) бонусні треки:
1. «Swedish Pagans» — пісня про вікінгів — 4:13
2. «Glorious Land» — пісня про Варшавську битву у 1920 році — 3:19
3. «The Art of War (Демо-версія)» — 4:48
4. «Swedish National Anthem (Live at Sweden Rock Festival)» — 2:34

## Версії
Альбом вийшов у трьох різних версіях: Standard Edition, який містить лише CD, вініл і Limited Edition. Limited Edition містить повноформатний CD та книгу «Мистецтво війни» Сунь Цзи. Обмежене видання випускається у вигляді DVD з альтернативним оформленням. Всі попередні замовлення з офіційного сайту Sabaton також включали сингл «Cliffs of Gallipoli».

## Виконавці
- Joakim Brodén — вокал;
- Rickard Sundén — гітара;
- Oskar Montelius — гітара;
- Pär Sundström — бас;
- Daniel Mullback — ударні;
- Daniel Mÿhr — клавішні.

## Цікаві подробиці
«40:1» став хітом в Польщі і Sabaton попросили виконати її на святкуванні польського Дня незалежності в Гданську в 2008 році. «40:1» також використовується як пісня польського бійця змішаних бойових мистецтв Даміана Грабовскі.
На сьогоднішній день національний гімн Швеції з Rock '09 (знаходиться в Re-Armed виданні) єдина пісня, у якій басист Сундстрем Пер використовував вокал.
Вони використовували переклад «Мистецтва війни» від Amazon для розмовної частини протягом усього альбому.